# Giorgio Morales
Giorgio Morales (La Spezia; 26 de marzo de 1932-Florencia; 29 de noviembre de 2020) fue un político italiano. 

## Carrera política
Graduado en Ciencias Políticas, ha participado desde joven en la vida política en Unidad Popular y luego al inscribirse en el PSI en 1957 llegando a ser dirigente de la Provincia de Florencia (de 1965 a 1970). En 1970 fue nombrado coordinador del Poder Legislativo del Consejo Regional. Hasta junio de 1995 fue alcalde de Florencia, cargo para el que fue elegido en 1989.